# زاك سميث
زاك سميث هو لاعب هوكي الجليد كندي، ولد في 5 أبريل 1988 في ساسكاتشوان في كندا.

## وصلات خارجية
- زاك سميث على موقع دوري الهوكي الوطني (الإنجليزية)
- زاك سميث على موقع EliteProspects.com (الإنجليزية)
- زاك سميث على موقع HockeyDB.com (الإنجليزية)
- زاك سميث على موقع Hockey-Reference.com (الإنجليزية)